# 2007-es Wallis és Futuna-i területi tanácsi választás
Wallis és Futuna területén 2007. április 2-án területi tanácsi parlamenti választásokat tartottak. A 26 listás helyből húszat olyan körülmények között osztottak ki, hogy a választásokról a következőt mondták: a képviselőket a klánvonalból választották. Három új tagja lett a parlamentnek. A részvételi arány 71%-os volt.
A Területi Tanács új elnökét 2007. április 6-án választották volna meg, de a rossz időjárás miatt 11-ére halasztották. Ezen a napon 12 szavazattal Pesamino Tputai nyerte el a posztot.